# Altération inverse
L'altération inverse ou déminéralisation inverse est le processus néomorphique de l'argile combinant cations et alcalinité sans rapport avec l'altération des silicates. Plus spécifiquement, l'altération inverse fait référence à la formation de minéraux argileux authigènes à partir de la réaction 
1. de silice biogénique avec des cations aqueux ou des oxydes porteurs de cations ou
2. d'argiles précurseurs pauvres en cations avec des cations dissous ou des oxydes porteurs de cations[1].

L'hypothèse actuelle est que la formation d’argiles silicatées authigènes abondantes en cations se produit par la réaction simplifiée suivante :
Opale biogénique (SiO2) + hydroxydes métalliques (Al(OH)4−) + cations dissous (K+, Mg2+, Li+, etc.) + bicarbonate (HCO3) → minéraux argileux + H2O + CO2
La formation de minéraux argileux authigènes par déminéralisation inverse n’est pas entièrement expliquée. Une grande partie des recherches effectuées a été menée dans des zones localisées, telles que le delta de l'Amazone, le delta du Mississippi, un paléo-delta à Aínsa-Sobrarbe dans les Pyrénées espagnoles et dans les lacs éthiopiens du rift est-africain, visant à une compréhension globale de ce processus. Une grande partie de la force motrice selon les recherches sur l’altération inverse vient de la contrainte du bilan de masse chimique entre les rivières et les océans. Avant la découverte de l'altération inverse, le modèle du bilan de masse chimique de l'océan prévoyait des concentrations de métaux alcalins et de bicarbonates (HCO3−) plus élevées que celles observées. On pensait initialement que la formation de minéraux argileux authigènes était responsable de la totalité de cet excès, mais la découverte de sources hydrothermales a remis en question cette idée, car l'élimination des métaux alcalino-terreux et du HCO3− de l'océan s'y produit également.

## Méthodes d'analyse
Le processus et l'étendue de la déminéralisation inverse ont été déduits par plusieurs méthodes et indicateurs.
Des mesures in situ de la silice biogénique et de l'acide silicique (un produit de météorisation) ont été faites pour analyser la vitesse et l'étendue de l'altération inverse se produisant dans un système aquatique,. L'incorporation de silice d'origine biogénique résultant de l'altération inverse se manifesterait par une concentration relativement faible de dioxyde de silicium (SiO2) dissous par rapport à l'eau la recouvrant.
Des observations en laboratoire de l'altération inverse ont été réalisées à l'aide d'incubations et de réacteurs à écoulement pour mesurer les taux de dissolution de l'opale,. L'argile a été étudiée à l'aide de microscopes électroniques à balayage, de rayons X et de microscopes électroniques en transmission. Il a été constaté que la formation d'argile se produisait rapidement. En utilisant cette période et la teneur en sédiments déjà connue, on a estimé la quantité d'ions potassium consommée par ce processus dans les rivières du monde entier.
En laboratoire, des expériences d'incubation, des échantillons de sédiments prélevés dans des environnements naturels sont placés dans des contenants hermétiques contenant diverses concentrations de réactifs liés au processus d'altération inverse (tels que la silice biogénique sous forme de diatomées, des cations, des métaux, etc.).

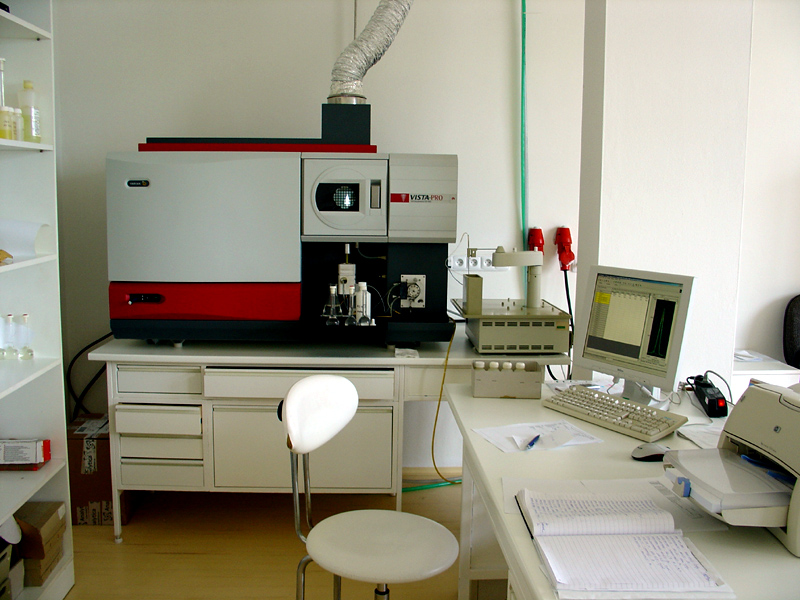
Instrument ICP-OES

Le spectromètre d’émission optique à plasma à couplage inductif (ICP-OES) sert à connaître la concentration et les isotopes des concentrations de cations et de silice des échantillons d’eau interstitielle et de sédiments digérés. L'utilisation d'un spectromètre de masse à plasma à couplage inductif multi-collecteurs (MC-ICP-MS) sert également pour obtenir des données isotopiques des métaux et de la silice en solution.
La concentration isotopique du lithium dans les foraminifères planctoniques a été mise à contribution pour déduire les variations passées des taux de silicate et d'altération inverse sur la période des 68 derniers millions d'années. Le retrait du lithium de l'eau de mer dépend principalement de son incorporation dans les sédiments marins, et les variations observées reflèteraient principalement les taux relatifs d'altération des silicates et d'altération inverse, en plus d'autres facteurs. Les foraminifères à faible teneur en lithium suggèrent que l'altération inverse aurait pu être plus importante au cours de cette période.

## Contrôles

### Thermodynamique
La formation d'argiles silicatées authigènes par altération inverse s'est révélée favorable, sur le plan  thermodynamique, lors d'études sur les sédiments du delta de l'Amazone. Les principaux contrôles de la formation d'argiles silicatées authigènes portent sur l'apport de réactifs en solution. Les zones d'opale biogène limitée, d'hydroxydes métalliques (par exemple aluminate (Al(OH)4−)) ou de cations dissous limitent la production d'argiles silicatées authigènes. Les métaux, les cations et la silice sont en grande partie fournis par l'altération des matériaux terrigènes, ce qui influence la favorabilité thermodynamique de l'altération inverse.

### Cinétique
Cinétiquement, la formation de minéraux argileux par altération inverse peut être relativement rapide (<1 an). En raison de cette courte période, l’altération inverse est considérée comme un contributeur raisonnable aux divers cycles biogéochimiques des océans.

## Influence sur les cycles mondiaux

Cycle du carbone

### Le cycle du carbone
Le processus de création de minéraux argileux authigènes par altération inverse libère du CO2. Cependant, la libération de bicarbonate par altération des silicates dépasse les quantités de CO2 produites par altération inverse. Par conséquent, même si l'altération inverse augmente le CO2 lors de la production de minéraux argileux authigènes, elle est dépassée par la concentration de HCO3− dans le système et n'aura pas d'effet significatif sur le pH local.

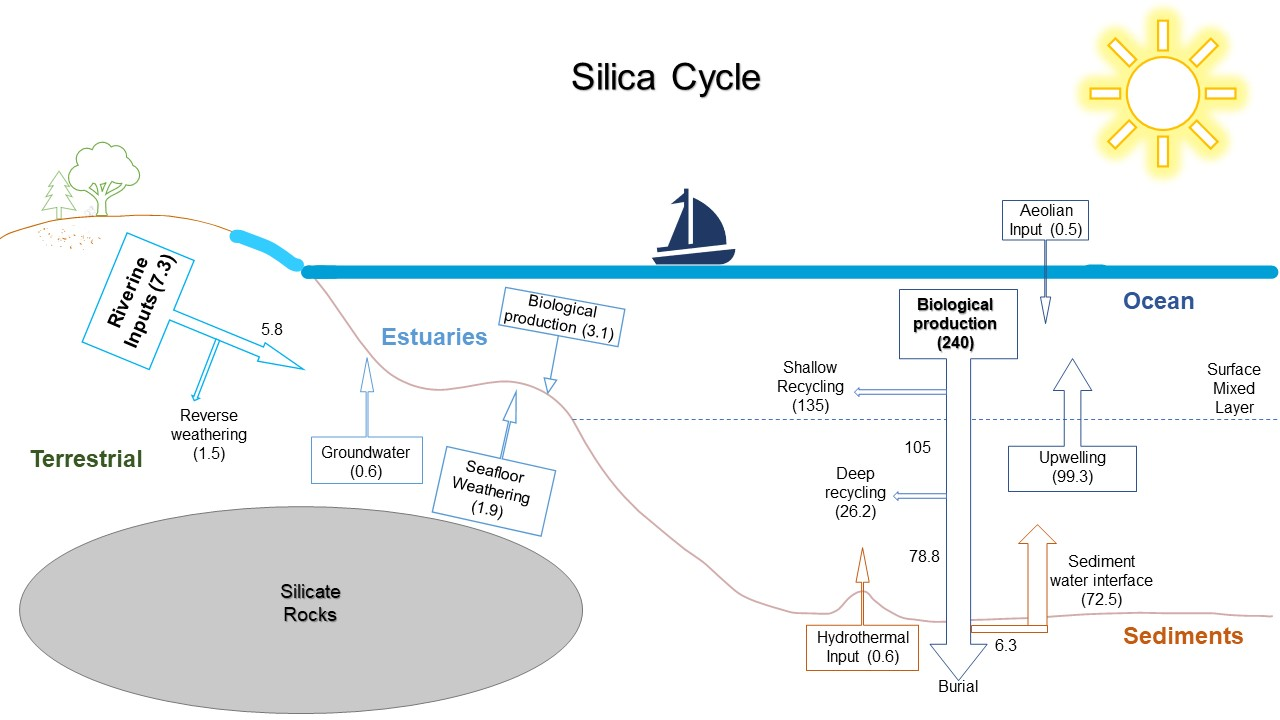
Schéma du cycle de la silice marine, adapté de Treguer, 1995

### Le cycle de la silice
Ces dernières années, l’effet de l’altération inverse sur la silice biogénique a suscité un grand intérêt pour quantifier le cycle de la silice. Lors de l'altération, la silice dissoute est transportée vers les océans par le ruissellement glaciaire et les apports fluviaux. Cette silice dissoute est absorbée par une multitude d'organismes marins, comme les diatomées, qui la métabolise pour créer des coquilles et tests protecteurs. Lorsque ces organismes meurent, ils tombent dans la colonne d’eau. Sans production active de SiO2 biogénique, le processus de diagenèse s'amorce. La transformation de cette silice dissoute en argiles silicatées authigènes par le processus d'altération inverse constitue une élimination de 20 à 25 % de l'apport de silicium.
L'altération inverse se produit fréquemment dans les deltas des rivières, car ces systèmes présentent des taux d'accumulation de sédiments élevés et subissent une diagenèse rapide. La formation d'argiles silicatées entraîne l'élimination de la silice réactive des eaux interstitielles des sédiments, ce qui augmente la concentration de silice présente dans les roches qui se forment à ces endroits.
L'altération des silicates semble également être un processus prédominant dans les sédiments méthanogènes plus profonds, tandis que l'altération inverse est plus courante dans les sédiments de surface, bien que son taux soit plus lent.

## Lieux étudiés

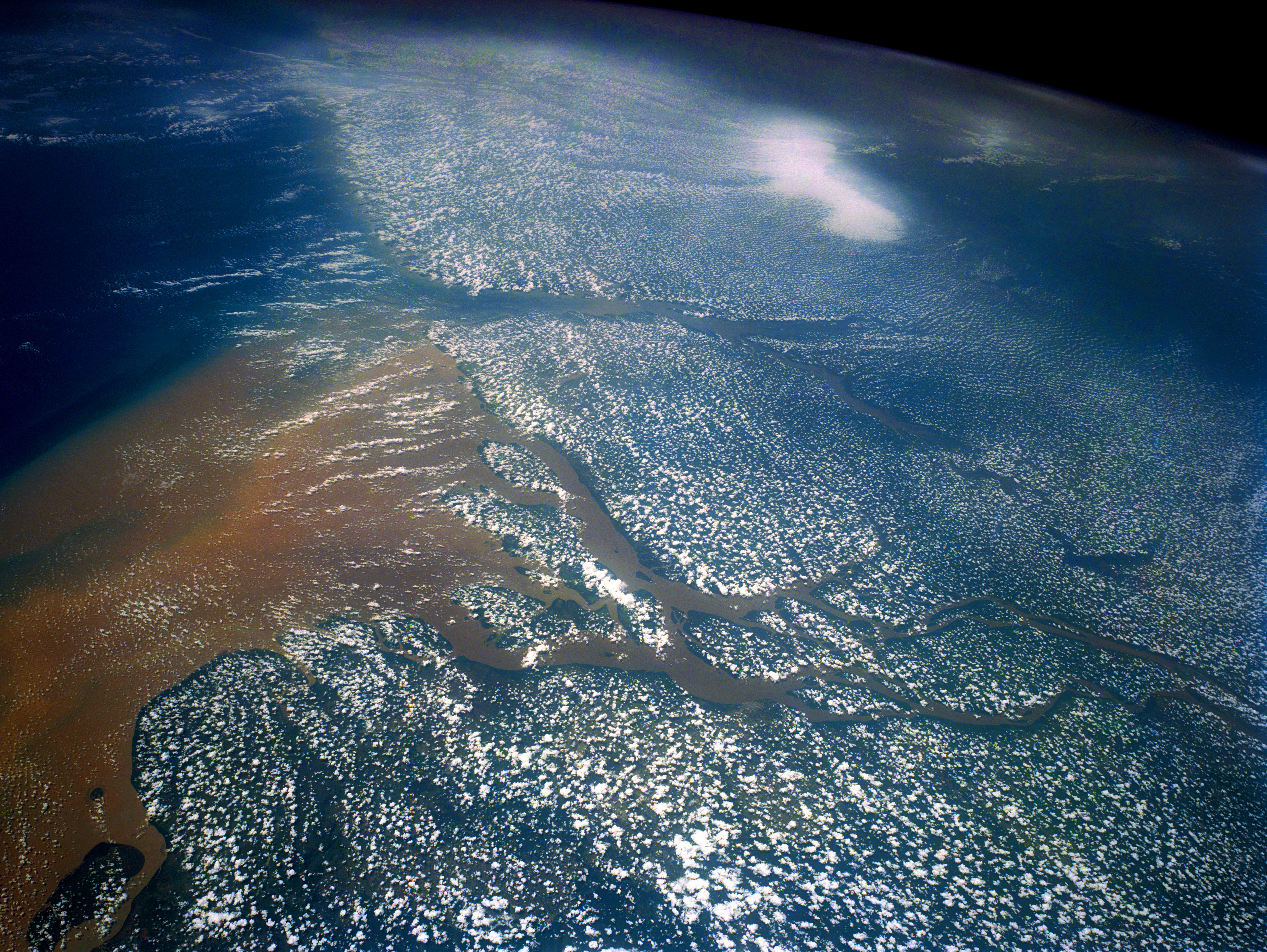
Le delta du fleuve Amazone

### Deltas
Dans le delta du fleuve Amazone, environ 90 % du SiO2 enfoui participe à l'altération inverse, tandis que la production d'ions potassium y est d'environ 2,8 μmol/g-1/an-1. Près de 7 à 10 % de l’apport de potassium du fleuve Amazone est éliminé de l’océan par la formation d’aluminosilicates riches en potassium et en fer. Dans le delta du fleuve Mississippi, environ 40 % du SiO2 enfoui dans les sédiments est converti en aluminosilicates authigènes. La principale différence entre ces deux deltas est due au fait que les sédiments du delta de l'Amazone sont soumis à un certain nombre de processus d'érosion et de dépôt, qui créent une quantité abondante d'oxydes de fer. Les sédiments résident généralement dans la région pendant 30 ans en moyenne, mais la couche supérieure subit un remaniement physique majeur une à deux fois par an. Les données sur l'eau interstitielle suggèrent que la formation d'argiles authigènes dans le delta de l'Amazone se produit de l'ordre de quelques mois à quelques années. Dans cette région, le facteur limitant pour la formation d'argile est la disponibilité de SiO2, car l'eau du fleuve contient généralement des concentrations élevées d'autres réactifs tels que le fer, le potassium, le magnésium et l'aluminium. Alors que dans le delta du Mississippi, le nutriment limitant ces réactions est le fer.
L'effet de l'altération inverse a également été observé dans les paléo-deltas. Dans le bassin d'Aínsa, un système paléo-deltaïque s'est formé au cours de l'éocène et s'est élevé à travers l'orogenèse des Pyrénées. Des différences géochimiques isotopiques ont été observées entre les paléo-sédiments marines déposés et ceux provenant des milieux alluviaux. La signature isotopique du lithium (δ7Li) et la signature isotopique du silicium (δ30Si) sont systématiquement plus claires dans les sédiments marins que celles dans les sédiments alluviaux, impliquant une formation d'argile authigène dans les sédiments marins. De plus, dans les sédiments marins, la signature δ7Li est corrélée à la teneur en fer, suggérant le couplage de la diagenèse du fer et des processus d'altération inverse dans les environnements marins. Ce couplage peut être vu dans des environnements réduits grâce aux réactions suivantes :
H4SiO4 + Fe2+ + 2HCO3- → FeO-SiO2 (argiles riches en Fe) + 3H2O + 2CO2

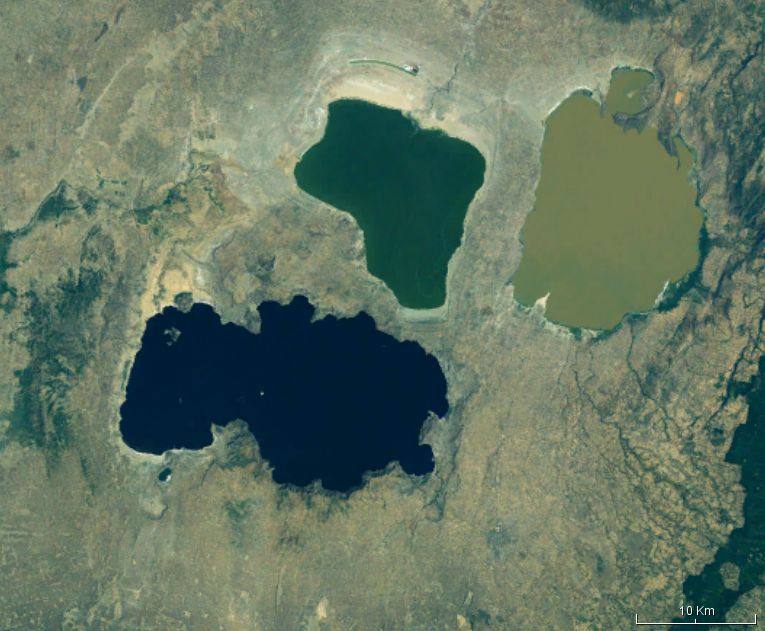
Lacs de la vallée du Rift éthiopien

### Lacs du rift éthiopien
L'altération inverse dans les lacs du Rift est-africain est aisément observable, et des recherches récentes menées dans cette région ont servi de base pour extrapoler les conclusions quant à l'étendue de ce processus dans l'océan. Une étude suggère qu'il y a généralement un déficit d'alcalinité dans les lacs, et qu'un peu plus de la moitié de ce déficit peut être attribué à la formation de minéraux aluminosilicates. La précipitation des sels n'est pas profonde, ce qui rend le développement de ces minéraux argileux par déminéralisation inverse plus facilement observable que dans l'océan. En se basant sur les taux de formation d'argile observés dans les lacs du Rift éthiopien, l'étude suggère que la formation d'argile dans l'océan est trop élevée pour être entièrement imputée au processus d'altération inverse. Il est supposé que le processus d'altération inverse en haute mer n'atteint jamais sa complétion en raison du pH généralement bas. Il semble que l'activité hydrothermale soit un facteur majeur contribuant à la formation d'argile dans les profondeurs océaniques.

### Sources hydrothermales

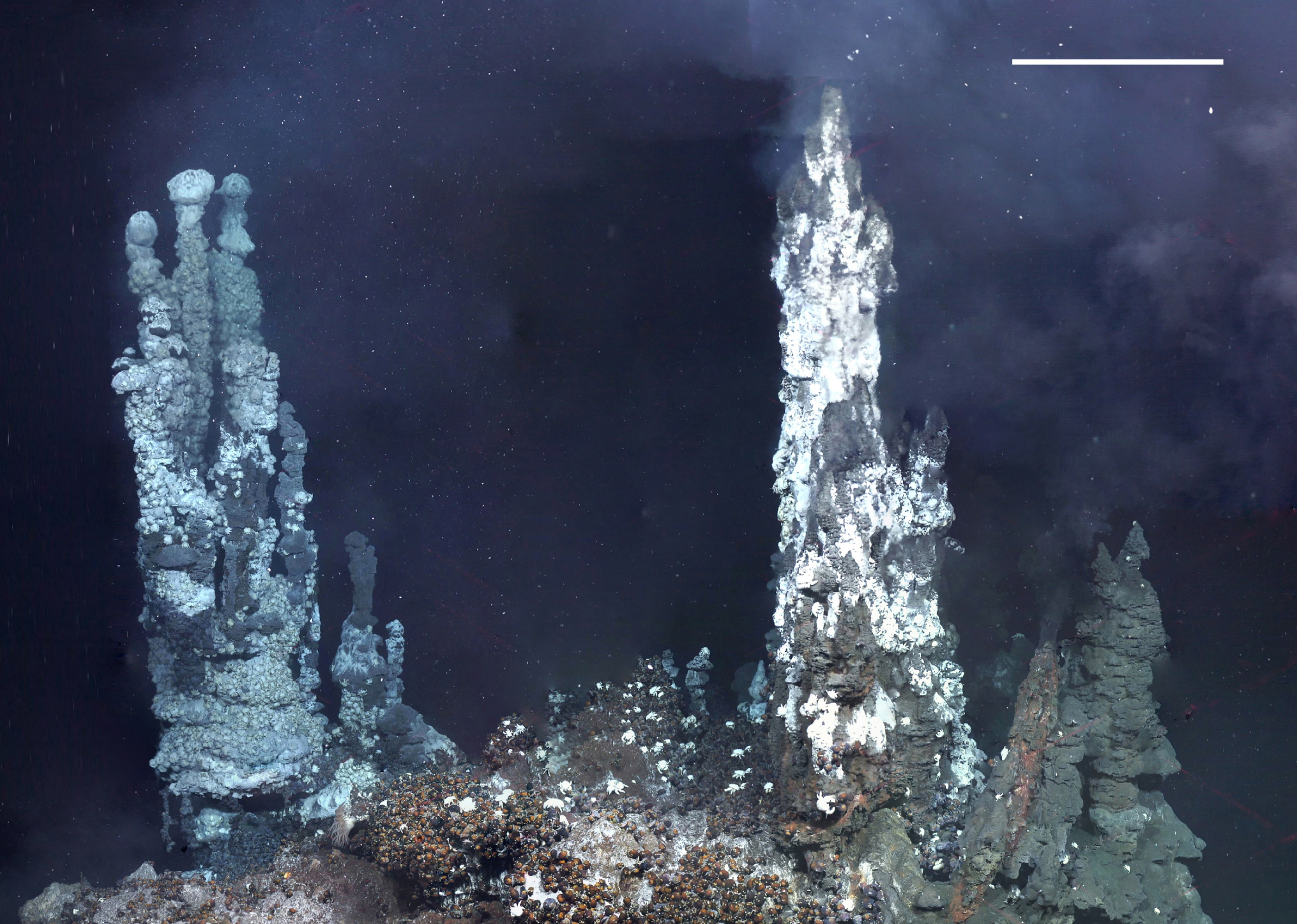
Source hydrothermale dans la crête est de Scotia

Certains émettent l’hypothèse que les monts hydrothermaux pourraient être une source importante d’altération inverse. Pendant un certain temps, on supposait que les apports fluviaux depuis la terre étaient la seule source de sels dissous pour l'océan. Par la suite, il a été révélé que les sources hydrothermales jouaient un rôle essentiel dans la salinité des océans en relâchant d'importantes quantités de minéraux dissous issus des interactions entre l'eau et la roche. À ces endroits, certains sels dissous réagissent avec la roche et sont éliminés, modifiant ainsi la composition ionique de l'eau de mer par rapport au fluide hydrothermal.
L'hypothèse que l'altération inverse pourrait jouer un rôle dans le cycle de la silice au niveau des sources hydrothermales est émise et étudiée . Les sources hydrothermales de basse température libèrent de l'acide silicique provenant de la croûte terrestre et, avant qu'il ne puisse sortir du fond marin, il se refroidit et précipite sous forme d'argile, comme une smectite. Les proportions dans lesquelles l’altération inverse des sources hydrothermales s’insère au cycle global de la silice sont en discussion dans le milieu de la recherche,,.

## Histoire
En 1933, Victor Moritz Goldschmidt a proposé pour la première fois une réaction dans laquelle les roches ignées et les substances volatiles interagiraient pour générer des sédiments et de l'eau de mer,,. Lars Gunnar Sillén suggérera par la suite que les réactions engendrant la formation de silicates ont potentiellement influencé la composition et le pH de l'eau de mer, en 1959. Au moment de la proposition de Sillén, les constantes thermodynamiques des réactions des minéraux argileux n'étaient pas connues et il y avait très peu d'indicateurs thermodynamiques de l'existence d'une telle réaction. Par la suite, Frederick Mackenzie et Robert Garrels ont intégré les recherches de Goldschmidt et Sillén avec le concept de réactions de régénération pour élaborer la théorie de l'altération inverse en 1966. Depuis lors, l’altération inverse a été utilisée comme explication possible de diverses réactions et observations du milieu marin.
De nos jours, l'importance de l'altération inverse est encore largement discutée. L'échelle globale de ce processus n'a pas encore été pleinement évaluée, mais des conclusions peuvent être déduites à partir d'exemples spécifiques observés localement.